# SIE San Diego Studio
A SIE San Diego Studio a Sony Interactive Entertainment Worldwide Studios részeként működő videójáték-fejlesztő csapat, amely elsősorban az MLB: The Show sportjátékokért felelős. További játékaik közé tartozik az NBA sorozat, a Mark of Kri, a Pain, a High Velocity Bowling és a Sports Champions.

## Belső stúdiók
- A Red Zone Interactive és a 989 Sports beolvadt a San Diego Studióba.
- A Team Ramrod a San Diego Studio belső fejlesztőstúdiója. Ők készítették el a High Velocity Bowlingot.

## Játékai
| Cím                              | Megjelenés                                        | Platform                                           | Megjegyzések                                                      |
| -------------------------------- | ------------------------------------------------- | -------------------------------------------------- | ----------------------------------------------------------------- |
| The Mark of Kri                  | 2002. július 29.                                  | PlayStation 2                                      | Belső fejlesztés                                                  |
| NBA                              | 2005.                                             | PlayStation Portable                               | Belső fejlesztés                                                  |
| NBA 06                           | 2005. október 4.                                  | PlayStation 2, PlayStation Portable                | Belső fejlesztés                                                  |
| MLB 06: The Show                 | 2006. február 28.                                 | PlayStation 2, PlayStation 3, PlayStation Portable | Belső fejlesztés                                                  |
| NBA 07                           | 2006. szeptember 26.                              | PlayStation 2, PlayStation 3, PlayStation Portable | Belső fejlesztés                                                  |
| MLB 07: The Show                 | 2007. február 26.                                 | PlayStation 2, PlayStation 3, PlayStation Portable | Belső fejlesztés                                                  |
| NBA 08                           | 2007. október 2.                                  | PlayStation 2, PlayStation 3, PlayStation Portable | Belső fejlesztés                                                  |
| Pain                             | 2007. november 29.                                | PlayStation 3                                      | az Idol Mindszal közös fejlesztés                                 |
| High Velocity Bowling            | 2007. december 6.                                 | PlayStation 3                                      | Belső fejlesztés                                                  |
| MLB 08: The Show                 | 2008. március 4.                                  | PlayStation 2, PlayStation 3, PlayStation Portable | Belső fejlesztés                                                  |
| NBA 09                           | 2008. október 7.                                  | PlayStation 2, PlayStation 3, PlayStation Portable | Belső fejlesztés                                                  |
| MLB 09: The Show                 | 2009. március 3.                                  | PlayStation 2, PlayStation 3, PlayStation Portable | Belső fejlesztés                                                  |
| NBA 10                           | 2009.                                             | PlayStation Portable                               | Belső fejlesztés                                                  |
| Pinball Heroes                   | 2009.                                             | PlayStation Portable                               | Belső fejlesztés                                                  |
| MLB 10: The Show                 | 2010. március 2.                                  | PlayStation 2, PlayStation 3, PlayStation Portable | Belső fejlesztés                                                  |
| ModNation Racers                 | 2010. május 19.                                   | PlayStation Portable                               | A United Front Gameszel közös fejlesztés                          |
| Sports Champions                 | 2010. szeptember 7.                               | PlayStation 3                                      | A Zidangi Gameszel fejlesztés                                     |
| MLB 11: The Show                 | 2011. március 8.                                  | PlayStation 3                                      | Belső fejlesztés                                                  |
| Medieval Moves: Deadmund’s Quest | 2011. november 15.                                | PlayStation 3                                      | A Zidangi Gameszel fejlesztés                                     |
| ModNation Racers: Road Trip      | 2012. február 22.                                 | PlayStation Vita                                   | Belső fejlesztés                                                  |
| MLB 12: The Show                 | 2012. március 6.                                  | PlayStation Vita, PlayStation 3                    | Belső fejlesztés                                                  |
| Sports Champions 2               | 2012. október 30.                                 | PlayStation 3                                      | A Zidangi Gameszel fejlesztés                                     |
| LittleBigPlanet Karting          | 2012. november 6.                                 | PlayStation 3                                      | A United Front Gameszel és a Media Molecule-lal közös fejlesztés  |
| MLB 13: The Show                 | 2013. március 5.                                  | PlayStation Vita, PlayStation 3                    | Belső fejlesztés                                                  |
| MLB 14: The Show                 | 2014. április 1. (PS3, Vita) 2014. május 6. (PS4) | PlayStation Vita, PlayStation 3, PlayStation 4     | Belső fejlesztés                                                  |
| MLB 15: The Show                 | 2015. március 31.                                 | PlayStation Vita, PlayStation 3, PlayStation 4     | Belső fejlesztés                                                  |
| Guns Up!                         | 2015. december 5.                                 | PlayStation 4                                      | A Valkyrie Entertainmenttel közös fejlesztés                      |
| MLB 16: The Show                 | 2016. március 29.                                 | PlayStation 3, PlayStation 4                       | Belső fejlesztés                                                  |
| Kill Strain                      | 2016. július 19.                                  | PlayStation 4                                      | Belső fejlesztés                                                  |
| MLB The Show 17                  | 2017. március 28.                                 | PlayStation 4                                      | Belső fejlesztés                                                  |
| Drawn to Death                   | 2017. április 4.                                  | PlayStation 4                                      | A Bartlet Jones Supernatural Detective Agencyvel közös fejlesztés |
| StarBlood Arena                  | 2017. április 11.                                 | PlayStation VR                                     | A WhiteMoon Dreamszel közös fejlesztés                            |
| MLB The Show 18                  | 2018. március 27.                                 | PlayStation 4                                      | Belső fejlesztés                                                  |
| MLB The Show 19                  | 2019. március 26.                                 | PlayStation 4                                      | Belső fejlesztés                                                  |